# Leonardo Sandri
Leonardo Sandri (Buenos Aires, 18 november 1943) is een Argentijns geestelijke en een kardinaal van de Rooms-Katholieke Kerk.
Sandri studeerde in Buenos Aires eerst aan het seminarie en daarna aan de universiteit. Na zijn doctoraal vertrok hij naar Rome, waar hij aan het Gregorianum promoveerde in het canoniek recht. Hierna volgde hij de diplomatenopleiding aan de Pauselijke Ecclesiastische Academie. Hij werd op 2 december 1967 priester gewijd.
In 1974 trad Sandri in diplomatieke dienst van de Heilige Stoel. Hij werkte eerst op de apostolische nuntiatuur in Madagaskar. Van 1977 tot 1989 werkte hij op het Secretariaat voor de Relaties met Staten, het ministerie van Buitenlandse Zaken van het Vaticaan. Hij werd in 1989 ereprelaat en werd vervolgens toegevoegd aan de nuntiatuur in de Verenigde Staten. In 1991 benoemde paus Johannes Paulus II hem tot prefect van de Pauselijke Huishouding.
Op 22 juli 1997 werd Sandri benoemd tot nuntius voor Venezuela en tot titulair aartsbisschop van Aemona. Zijn bisschopswijding vond plaats op 11 oktober 1997. Op 1 mei 2000 werd hij benoemd tot nuntius voor Mexico, maar minder dan een half jaar later keerde hij terug naar Rome om substituut Algemene Zaken te worden op het Staatssecretariaat van de Heilige Stoel. Op 9 juni 2007 werd hij benoemd tot prefect van de Congregatie voor de Oosterse Kerken.
Sandri werd tijdens het consistorie van 24 november 2007 kardinaal gecreëerd. Hij kreeg de rang van kardinaal-diaken. Zijn titeldiakonie werd de Ss. Biagio e Carlo ai Catinari. Hij nam deel aan het conclaaf van 2013.
Sandri is lid van de Pauselijke Commissie voor de Staat Vaticaanstad.
Op 19 mei 2018 werd Sandri bevorderd tot kardinaal-priester. Zijn titeldiakonie werd tevens zijn titelkerk pro hac vice.
Op 28 juni 2018 werd Sandri bevorderd tot kardinaal-bisschop van Ss. Biagio e Carlo ai Catinari, zonder toekenning van een suburbicair bisdom. Op 24 januari 2020 keurde paus Franciscus zijn verkiezing tot vicedeken van het College van Kardinalen goed.
De Congregatie voor de Oosterse Kerken werd in 2022 opgeheven bij de invoering van de apostolische constitutie Praedicate Evangelium. De taken en bevoegdheden van de congregatie werden toegewezen aan de nieuw ingestelde dicasterie voor de Oosterse Kerken, waarvan Sandri de eerste prefect werd. Hij ging op 21 november 2022 met emeritaat. Op 18 november 2023 verloor hij - in verband met het bereiken van de 80-jarige leeftijd - het recht om deel te nemen aan een toekomstig conclaaf. 
- Gemeinsame Normdatei: 1047495740
- International Standard Name Identifier: 0000 0001 1346 171X
- Library of Congress Control Number: ns2019000158
- SNAC: w63j508r
- Virtual International Authority File: 306356842